# Mundsburg
Mundsburg – stacja metra hamburskiego na linii U3. Stacja została otwarta 1 marca 1912. Znajduje się w części miasta zwanej Mundsburg.

## Położenie
Stacja Mundsburg jest stacją położoną na wiadukcie. Znajduje się nad Lerchenfeld i równolegle do Hamburger Straße.